# Parfum de femme (film)
Pour les articles homonymes, voir Parfum de femme.
Pour plus de détails, voir Fiche technique et Distribution.
Parfum de femme (Profumo di donna) est un film italien réalisé par Dino Risi sorti en 1974.

## Synopsis

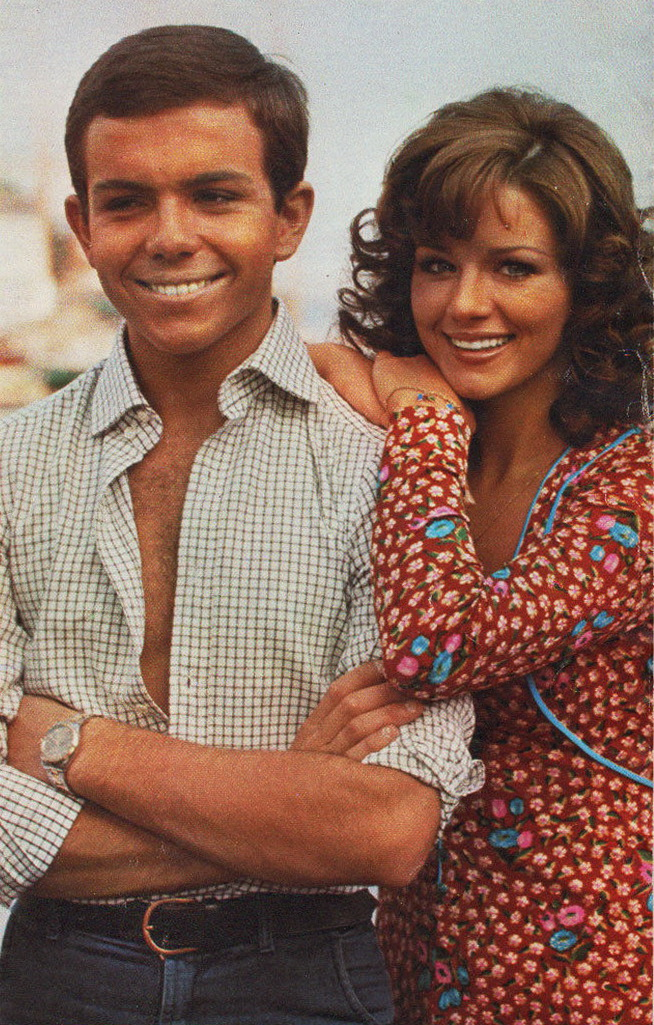
Alessandro Momo et Agostina Belli sur le tournage du film.

Le film débute en suivant un jeune soldat (Alessandro Momo) dans la rue. Au moment où il entre dans un immeuble très cossu, un bus rouge qui passe se reflète dans le verre épais de l'élégant portail, où vit avec sa tante l'irascible capitaine en retraite Fausto Consolo (Vittorio Gassman). Il est resté aveugle à la suite d'une explosion (il y a aussi perdu une main).
L'ex-capitaine veut aller à Naples retrouver son ami Vincenzo, lui aussi aveugle. Il se fait accompagner dans ce voyage par Giovanni, le jeune soldat, mais il ne veut d'aucune pitié, ne supporte aucun désagrément, se montre en permanence agressif pour cacher son amertume et s'amuse à mal se conduire en public. Il est ainsi capable de déceler la présence des femmes grâce à leur parfum.
Ils partent en train de Turin pour une première étape à Gênes, où Fausto décide de passer quelques heures avec une prostituée (Moira Orfei). Lors de la seconde halte, à Rome, Fausto rencontre son cousin prêtre avec qui il parle de sa condition physique. À Naples, il retrouve la jeune Sara (Agostina Belli), qui l'aime et qui voudrait s'occuper de lui ; mais ces attentions semblent l'ennuyer.
La vraie raison du voyage de Fausto et de Vincenzo est qu'ils ont l'intention de se suicider. Vincenzo est retrouvé inconscient, sa chemise inondée de sang. La peur les a finalement retenus d'aller jusqu'au bout. En fin de compte, Fausto comprend qu'il ne peut pas refuser l'aide et l'affection de Sara.

## Fiche technique
- Titre : Parfum de femme
- Titre original : Profumo di donna
- Réalisation : Dino Risi
- Scénario : Dino Risi, Ruggero Maccari, d'après le roman Parfum de femme (Il buio e il miele) de Giovanni Arpino
- Photographie : Claudio Cirillo
- Montage : Alberto Gallitti
- Musique : Armando Trovajoli
- Direction artistique : Lorenzo Baraldi
- Costumes : Benito Persico
- Son : Vittorio Massi
- Producteurs : Pio Angeletti, Adriano De Micheli
- Société de production : Dean Film
- Société de distribution :
- Budget :
- Pays de production :  Italie
- Langue originale : italien
- Format : couleur (Technicolor) — 35 mm — 1,85:1 — son mono
- Genre : comédie dramatique
- Durée : 103 minutes
- Dates de sortie :
  -  Italie : 20 décembre 1974
  -  France : 24 septembre 1975
- Affiche : Michel Landi (France)

## Distribution
- Vittorio Gassman (VF : Georges Aminel) : Capitaine Fausto Consolo
- Alessandro Momo[note 1] (VF : Jean-François Vlérick) : Giovanni Bertazzi dit « Ciccio »
- Agostina Belli (VF : Sylviane Margollé) : Sara
- Moira Orfei (VF : Paule Emanuele) : Mirka
- Torindo Bernardi (VF : Robert Bazil) : Vincenzo
- Franco Ricci : Raffaele
- Elena Varonese : Michelina
- Stefania Spugnini : Candida
- Vernon Dobtcheff : Don Carlo, le cousin (non crédité)
- Sergio Di Pinto : L'ordonnance
- Marisa Volonnino : Ines
- Carla Mancini : La religieuse
- Alvaro Vitali : Vittorio
- Lorenzo Piani (VF : Raoul Guillet)

## Remake
En 1992, Martin Brest realise un remake intitulé Le Temps d'un week-end (Scent of a Woman) avec Al Pacino, Chris O'Donnell, James Rebhorn, Gabrielle Anwar et Philip Seymour Hoffman dans les rôles principaux. Al Pacino décroche l'Oscar du meilleur acteur après trois nominations dans les années 1970.

## Distinctions
- Festival de Cannes 1975 : Prix d'interprétation masculine pour Vittorio Gassman
- Césars 1976 : César du meilleur film étranger
- Oscars 1976 :
  - nomination à l'Oscar du meilleur film en langue étrangère
  - nomination à l'Oscar du meilleur scénario adapté pour Ruggero Maccari et Dino Risi